# Odo I
Odo I, chiamato anche Odone, Hodo, Huodo o Huoto, (930 circa – 13 marzo 993) fu margravio della marca orientale sassone dal 965 alla morte.

## Biografia
Odo era un figlio (o forse un nipote) di Cristiano († 951), conte sassone di Nordthüringgau e Schwabengau nell'Ostfalia. Il conte Cristiano, probabilmente un rampollo della stirpe Billung, aveva sposato Hidda († 970), una sorella di Gero I, margravio della vasta marca Geronis nelle terre colonizzate dagli slavi polabiani. Dal 945 governava anche l'adiacente Gau Serimunt, oltre il fiume Saale.
È probabile che Cristiano fosse il suocero: probabilmente Odo sposò Frederuno († 1015), figlia di Cristiano.

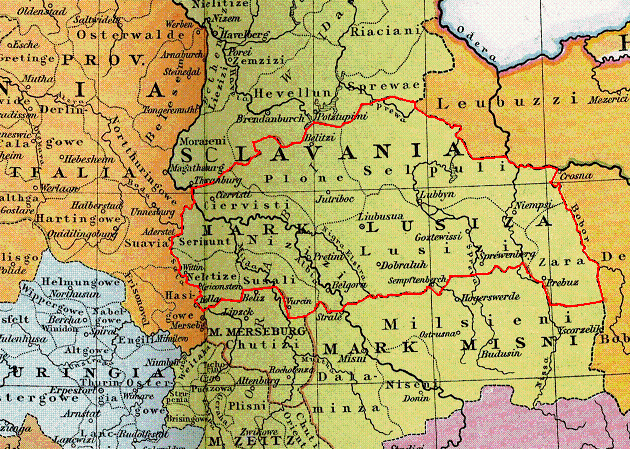
La parte di Odo (delineata) della marca Geronis (verde), ricostruzione del XIX secolo

Nel 965, il margravio Gero morì e la sua grande marca Geronis fu divisa in cinque marche più piccole. Odo e il probabile fratello e conte Tietmaro ereditarono gran parte della sua marca: Odo ricevette la cosiddetta Marca Orientalis Saxonum o marca orientale, che si estendeva dal Gau Serimunt a ovest fino agli avamposti più remoti sul fiume Bóbr a est, mentre Tietmaro divenne margravio della marca di Meißen a sud dopo il 970. Entrambi furono poi sepolti nell'abbazia di Nienburg, fondata da Tietmaro e dal terzo eventuale fratello Gero di Colonia, arcivescovo di Colonia. Da giovane, il margravio Odo aveva condiviso il tutorato del figlio e successore di Ottone I, Ottone II, con lo zio del ragazzo Guglielmo, arcivescovo di Magonza e figlio illegittimo di Ottone I e di una donna slava. L'arcivescovo Guglielmo gli insegnò letteratura e cultura; il margravio Odo gli insegnò invece l'arte della guerra e le pratiche legali.
Odo trascorse i primi anni del suo dominio sottomettendo le tribù slave insediate nella zona est della marca orientale sassone. Aveva diritti comitali nel Gau Nizizi, comprendente le terre tra i fiumi Mulde, Elbe e l'Elster Nero (Schwarze Elster), e apparve con il titolo marchio (margravio) solo nel 974, sebbene avesse detenuto ulteriori marche (ufficialmente contee) dal 965. Nello stesso anno (974), Odo fu nominato conte nel Nordthüringgau sassone, ancora in competizione con il probabile fratello e margravio Tietmaro.
Odo è principalmente noto per le tensioni con il duca polacco Mieszko I. I polacchi slavi occidentali avevano stabilito uno stato ad est delle marche sassoni e, con l'obiettivo di avanzare nelle terre della Pomerania a nord del fiume Warta, avevano raggiunto un accordo con il defunto margravio Gero e l'imperatore Ottone I: il titolo ducale di Mieszko fu riconosciuto dal sovrano e in cambio i polani dovettero pagare un tributo ricorrente all'imperatore, raccolto dal margravio Odo. Il cronista medievale Tietmaro di Merseburgo riferisce che lo status di Odo rispetto a Mieszko era tale che il duca di Polonia "non avrebbe osato indossare la sua pelliccia per entrare in una casa dove sapeva esserci anche il margravio o di rimanere seduto quando il margravio si alzava in piedi".
Quando nel 972 i Polani marciarono nuovamente per conquistare Wolin, importante centro commerciale baltico, entrando in conflitto con Odo. Il margravio, con l'intenzione di costringere Mieszko a sottomettersi e pagare i tributi, invase la Pomerania, situata tra i fiumi Oder e Warta. L'anziano imperatore Ottone, impegnato a Roma nel matrimonio di suo figlio Ottone II con la principessa bizantina Teofano, ordinò loro di cessare i combattimenti fino a quando lui stesso non sarebbe tornato in Germania ad arbitrare la disputa. Tuttavia Odo attaccò le truppe di Mieszko e fu sconfitto il 24 giugno nella battaglia di Cedinia. Le due parti si riconciliarono alla dieta imperiale a Quedlinburg dell'anno seguente.
Nel 983 Odo prese parte ai tentativi di reprimere la rivolta slava del 983 da parte delle tribù Lutici, ma non fu in grado di impedire la perdita della marca del Nord. Non riuscì inoltre a succedere a Tietmaro nel margraviato di Meißen nel 979.
Odo lasciò un figlio, Sigfrido († 1030), che divenne monaco a Nienburg, ma lasciò il monastero alla morte di suo padre per rivendicare la sua eredità. Tuttavia non prevalse contro il figlio di Tietmaro, Gero II, che divenne margravio della marca orientale sassone nel 993. Sigfrido apparve di nuovo come conte dal 1015 quando rivendicò nuovamente la marca dal figlio di Gero, Tietmaro IV, in questo frangente alleato del duca Mieszko II di Polonia nella guerra tedesco-polacca. Tietmaro IV prevalse con il sostegno dell'imperatore Enrico II, ma perse le parti orientali della sua marca a favore di Mieszko II nella pace di Bautzen del 1018. Morì il 13 marzo 993 e venne sepolto nell'abbazia di Nienburg.

## Famiglia e figli
Odo sposò Frederuno († 1015), figlia di Cristiano del Serimunt e di Hidda (in questo caso i due non furono i genitori di Odo), ed ebbero:
- Odo († 3 agosto 1015); accusato, assieme al fratello Sigfrido, da Enrico II di essere troppo vicino a Boleslao, si riscattò cadendo contro di loro durante una spedizione oltre l'Oder: egli andò ad inseguire gli Slavi in fuga da solo, venendo colpito in testa da una freccia e perdendo un occhio e, poco dopo, la vita; fu pianto dal figlio di Boleslao, Miezsko, per cui fu una guardia e compagno, il quale si premurò di ricomporre la salma e la fece trasportare presso l'esercito tedesco[9][10][11];
- Sigfrido († 1030); monaco presso l'abbazia di Nienburg, ove era stato sepolto il padre, rinunciò al saio per tornare allo stato laicale; convocato a Magdeburgo dal suo abate Eccardo e dall'arcivescovo Gisilero, venendo costretto a tornare monaco; egli evitò tale sentenza con uno Zwölfereid ("giuramento di uno dei 12") un giuramento in cui, assieme a Sigfrido, parteciparono ad esso altre undici persone; considerato la più alta forma di giuramento nella Germania settentrionale, secondo la Cronaca di Tietmaro egli compì questo gesto sull'esempio di un tale, il quale, anch'esso desideroso di rinunciare ai voti, compì tale giuramento davanti all'imperatore a Roma[7][8][12]; combatté contro gli Slavi assieme al fratello Odo nel 1015, riscattandosi dall'accusa imperiale di essere troppo legato a Boleslao[9][10]; nella Cronaca di Tietmaro, viene definito nel 1017, in occasione di alcune trattative con Boleslao, conte[13][14]; egli nel 1018 subì il saccheggio nei suoi possedimenti di Nischwitz (Oranienbaum) da parte di Eccardo, futuro margravio di Meißen[15][16];
- Hidda, che sposò Adalberto di Ballenstedt ed ebbero Uta di Ballenstedt, Esico di Ballenstedt e forse Hacheza di Ballenstedt.